# Fusió alcalina
La fusió alcalina és un mètode per preparar una mostra especialment en geologia. Es diu fusió en oposició a la combinació de dos nuclis en una reacció nuclear. És un procediment en el qual els minerals es destrueixen en components per la calor a altes temperatures amb l'ajut d'un agent fluidificant que normalment és un material bàsic. La fusió alcalina normalment és un procediment per preparar una mostra prèviament a la fluorescència de raigs X.
La fusió alcalina s'aplica en química per a substituir un grup àcid sulfònic amb un grup hidroxil en un anell aromàtic substituït.